# Confrérie de Saint-Léonard-de-Noblat
La Confrérie de Saint-Léonard (in italiano Confraternita di san Leonardo) è una confraternita francese nata allo scopo di promuovere il culto di san Leonardo abate e di preservarne nel tempo le sue reliquie.
Essa opera in Francia, più precisamente a Saint-Léonard-de-Noblat, nella cittadina che prende nome dal suo fondatore.
In un documento del 1595, Joseph Chalard, delegato della città, redige un'agiografia del santo francese nella quale afferma che nell'anno 1358 "trenta gentiluomini di Noblat istituirono una festa ed una confraternita a ricordo del Miracolo degli Ardenti" avvenuto a Noblat l'11 agosto dell'anno 1090..
In una nuova agiografia, dello stesso Chalard, data alle stampe nel 1624, nuovamente si fa accenno alla Confraternita dei Trenta Gentiluomini battezzata festa della navata, così come riportato in un atto del 1525.
Cronache delle attività di tale Confraternita sono riportate in documenti tra il 1673 e il 1699.
Tuttavia, in alcuni documenti risalenti al XV secolo, è riportata l'esistenza di una "confratriae majoris festi Sancti Leonardi mensis novembris"  ossia, l'esistenza di una seconda Confraternita che celebra il santo a novembre, presumibilmente il 6, dies natalis del santo francese.
A sostegno di tale tesi esiste un atto del 1472 nel quale si riporta che il delegato del vescovo aveva ricevuto dai confratelli di San Leonardo della cera per le luminarie della festa del 6 novembre..
Da alcuni documenti del XV del XVI e del XVIII secolo, si evince l'esistenza della Confraternita, ma si ignora quale possano essere state le attività e le cerimonie attuate dai confratelli.
Analogo discorso vale per la sopracitata Confraternita dei Trenta Gentiluomini o  della festa della navata la cui ultima menzione si ritrova in un documento del 1699..
La Confrernita di San Leonardo riesce a sopravvivere alla Rivoluzione francese in seguito alla quale, però, alcuni dissidi interni portano alla distruzione dello statuto e degli atti che ne regolavano l'esistenza.
In virtù di ciò, nel 1890, l'allora vescovo di Limoges, Renouard, approva il nuovo statuto confermando tutti i privilegi dell'originaria associazione.
Nel 1996 la Confrernita ha redatto un nuovo statuto ed è oggi un'associazione a norma di legge retta, come in passato, da quattro Bayles ossia priori.

## Curiosità
Alla Confraternita sono ammessi esclusivamente uomini di religione cattolica scelti per cooptazione. La cerimonia di investitura prevede un padrino che presenta il candidato ed un postulatore che illustra i motivi per i quali  il candidato dovrebbe essere ammesso.